# كارين روبسون
كارين روبسون هي عالمة سياسة كندية، ولدت في 1973.